# Светиња (Јакшић)
Светиња је насељено место у општини Јакшић, у западној Славонији, Република Хрватска.

## Историја
До нове територијалне организације налазило се у саставу бивше велике општине Славонска Пожега.

## Становништво
Насеље је према попису становништва из 2011. године имало 67 становника.
| Националност       | 1991.       |
| Хрвати             | 54 (87,09%) |
| Срби               | 0           |
| Југословени        | 0           |
| остали и непознато | 8 (12,90%)  |
| Укупно             | 62          |